# سی ۴ آی استار
سی ۴ آی استار (به انگلیسی: C4ISTAR) یک اصطلاح با کاربردهای نظامی و سرنامه واژه‌های فرماندهی، کنترل، ارتباطات، کامپیوترها (به انگلیسی: command, control, communications, computers) است که برحسب کاربردهایشان به صورت تعداد موارد C نمایش داده می‌شود. برای نمونه هنگامی که عبارت C2 بکار برده می‌شود منظور استفاده از دو مولفهٔ
- سی ۲ آی(به انگلیسی: C2I) اشاره دارد به فرماندهی، کنترل(به انگلیسی: command, control) و اطلاعات(به انگلیسی: intelligence)
- سی ۳ آی(به انگلیسی: C3I) اشاره دارد به فرماندهی، کنترل و ارتباطات (به انگلیسی: command, control, communications)
- سی ۴ آی(به انگلیسی: C4I) اشاره دارد به فرماندهی، کنترل، ارتباطات و کامپیوترها (به انگلیسی: command, control, communications, computers)
- سی ۴ آی استار (به انگلیسی: C4ISTAR) یک سرنام بریتانیایی است که نمایان گر یک گروه عملیاتی نظامی است که براساس سی ۴(به انگلیسی: C4) یعنی المان‌های فرماندهی، کنترل، ارتباطات، کامپیوترها (به انگلیسی: command, control, communications, computers)و اطلاعات(به انگلیسی: intelligence) و استار(به انگلیسی: STAR) شامل نظارت، هدف یابی و شناسایی است به منظور توانمندسازی هماهنگی عملیات.[۱]